# Cmentarz parafii św. Floriana w Żywcu
Cmentarz parafii św. Floriana w Żywcu – cmentarz parafialny rzymskokatolickiej parafii św. Floriana, znajdujący się w żywieckiej dzielnicy Zabłocie, przy ul. Stolarskiej, w sąsiedztwie cmentarza żydowskiego.
Cmentarz w Zabłociu został uruchomiony w 1945 roku w miejscu tzw. Stawów Książęcych, gdzie wydobywana była glina do produkcji cegły, a poświęcony 7 listopada 1948 roku. W ciągu pierwszego roku użytkowania zostało zbudowanych 30 nowych grobów.

## Znane osoby pochowane na cmentarzu parafii św. Floriana w Żywcu
1. Zofia Rączka[3]
2. Stanisław Słonka[4]
3. Henryk Żywotko